# Utamaro

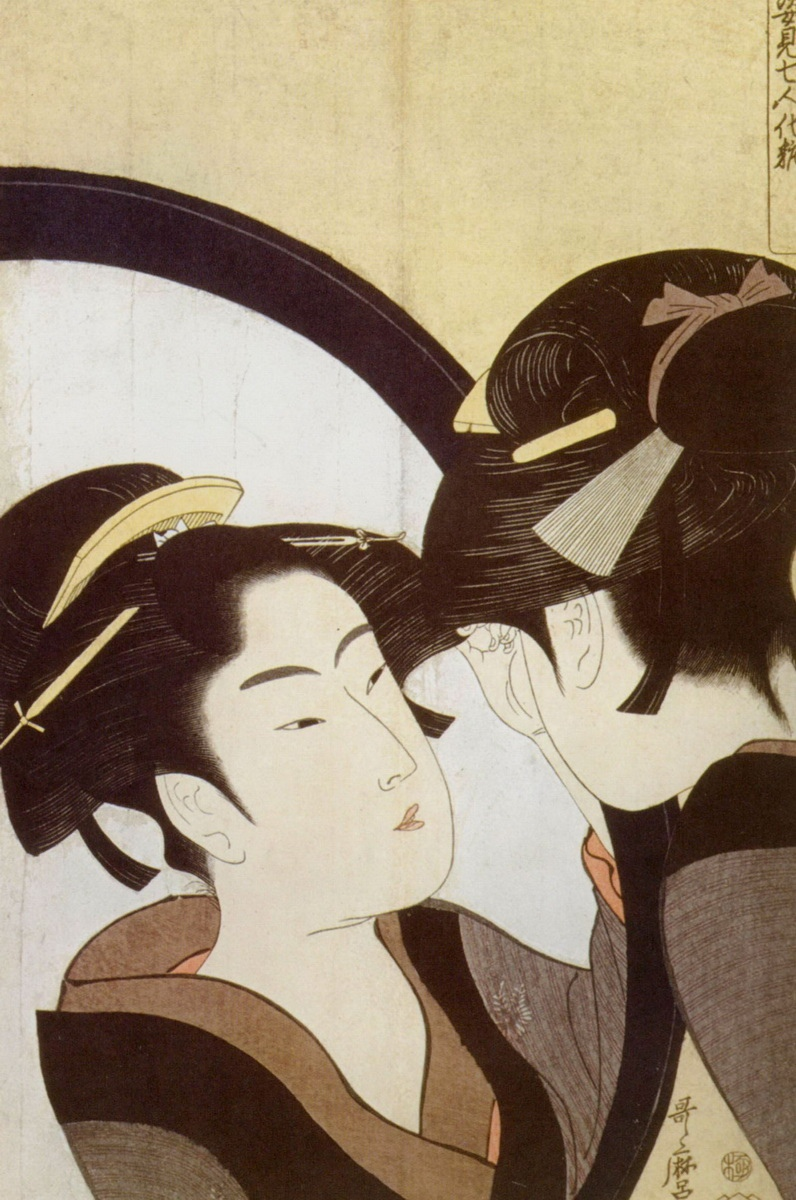
Kvinna ser i spegel. Utamaro, cirka 1790.

Kitagawa Utamaro, (喜多川 歌麿, ibland latiniserat som Outamaro) född cirka 1753 i Edo, Kyoto eller Osaka, död 31 oktober 1806 i Edo, var en japansk konstnär. Utamaro, som var en av de mest kända ukiyo-e-konstnärerna, utförde sina verk oftast i träsnitt, men även som teckningar och målningar. Han producerade fler än 2 000 tryck under sin karriär, ofta med motiv från vardagslivet. Utamaros kvinnoskildringar, så kallade bijinga, är berömda för sin linjeföring och stämningsfullhet.
Hans konst nådde Europa under mitten av 1800-talet där den blev mycket populär, och särskilt uppmärksammad blev han i Frankrike. Han påverkade europeiska impressionister, bland annat med sin tonvikt på skugg- och ljusspel snarare än detaljrikedom, och när dessa konstnärer talade om "japansk influens" (så kallad japonism) syftade de ofta på Utamaros konst. I Sverige är Utamaro representerad vid bland annat Göteborgs konstmuseum och Thielska Galleriet.

## Biografi
Flera uppgifter menar att Utamaro gifte sig, men mycket lite är känt om hans hustru och det finns inga uppgifter om att de fick några barn. Det finns dock många bevarade tryck som föreställer en och samma kvinna och barn i ömsinta och förtrogna stunder av ett familjeliv, och man kan se dem båda i sådana scener under flera år av barnets uppväxt.

## Shunga

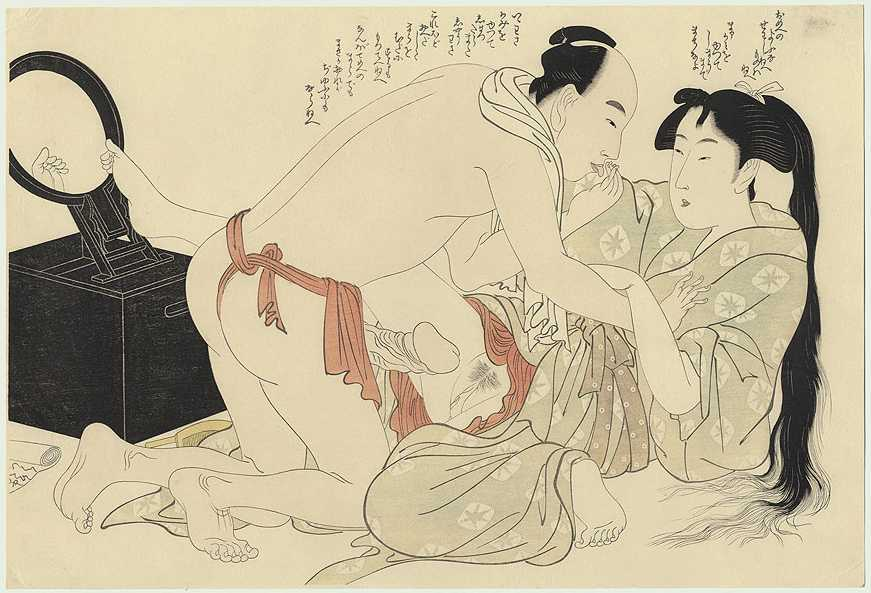
Två älskare ca. 1815

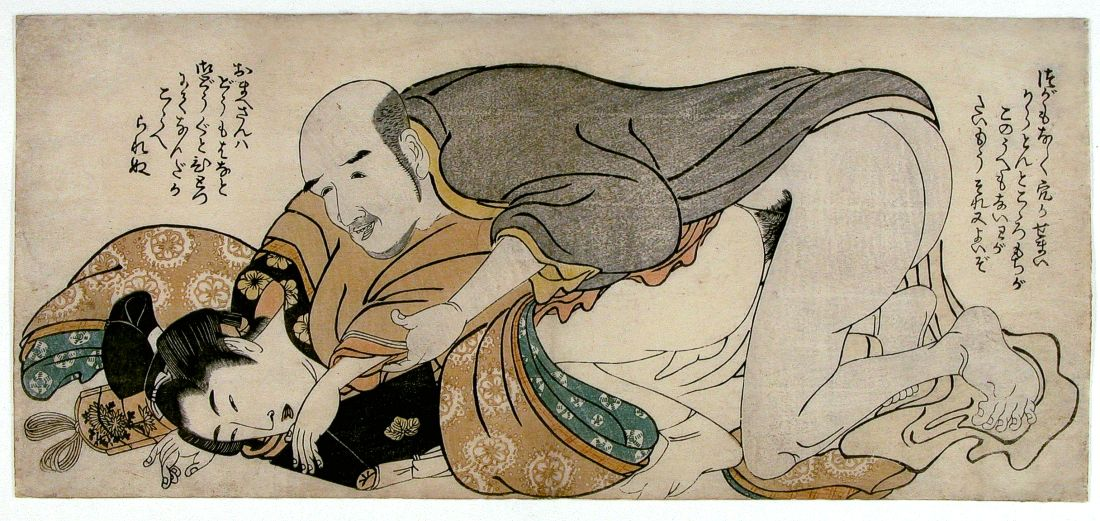
Ett par herrar, den ene en trolig skådespelare, omkring 1802

Erotiska  bilder, kallade shunga blev populära på 1700-talet, träsnitten såldes och samlades i stora upplagor. Det japanska samhället var inte lika återhållsam kring tankar och avbildningar kring det mänskliga erotiken som de motsvarande kristna europeiska samhällen under samma tidsepok.  De nygifta fick ofta  erotiska teckningar eller träsnitt som present på bröllopsdagen för att diskret antyda vad som väntades av de på bröllopsnatten. Många av dessa avbildningar är konstverk av hög kvalité.

## Filmatiseringar
- 1946 gjorde Mizoguchi Kenji Fem kvinnor kring Utamaro (歌麿をめぐる五人の女 Utamaro o meguru gonin no onna), som berättar episoder från den berömde konstnärens liv, med fokus på kärleksäventyr med kvinnor (unga aristokratiska, modeller och prostituerade) som besöker hans studio.

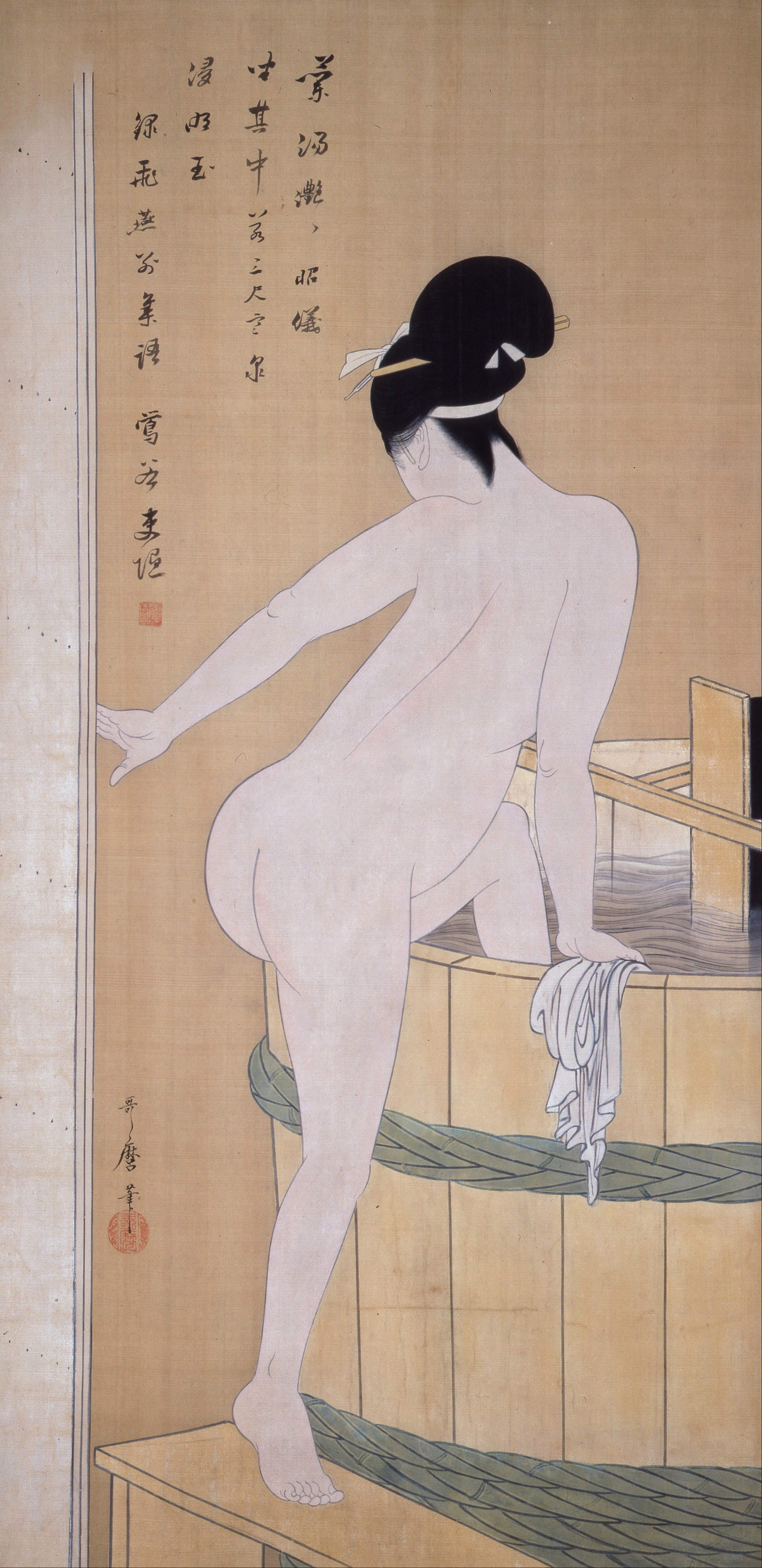
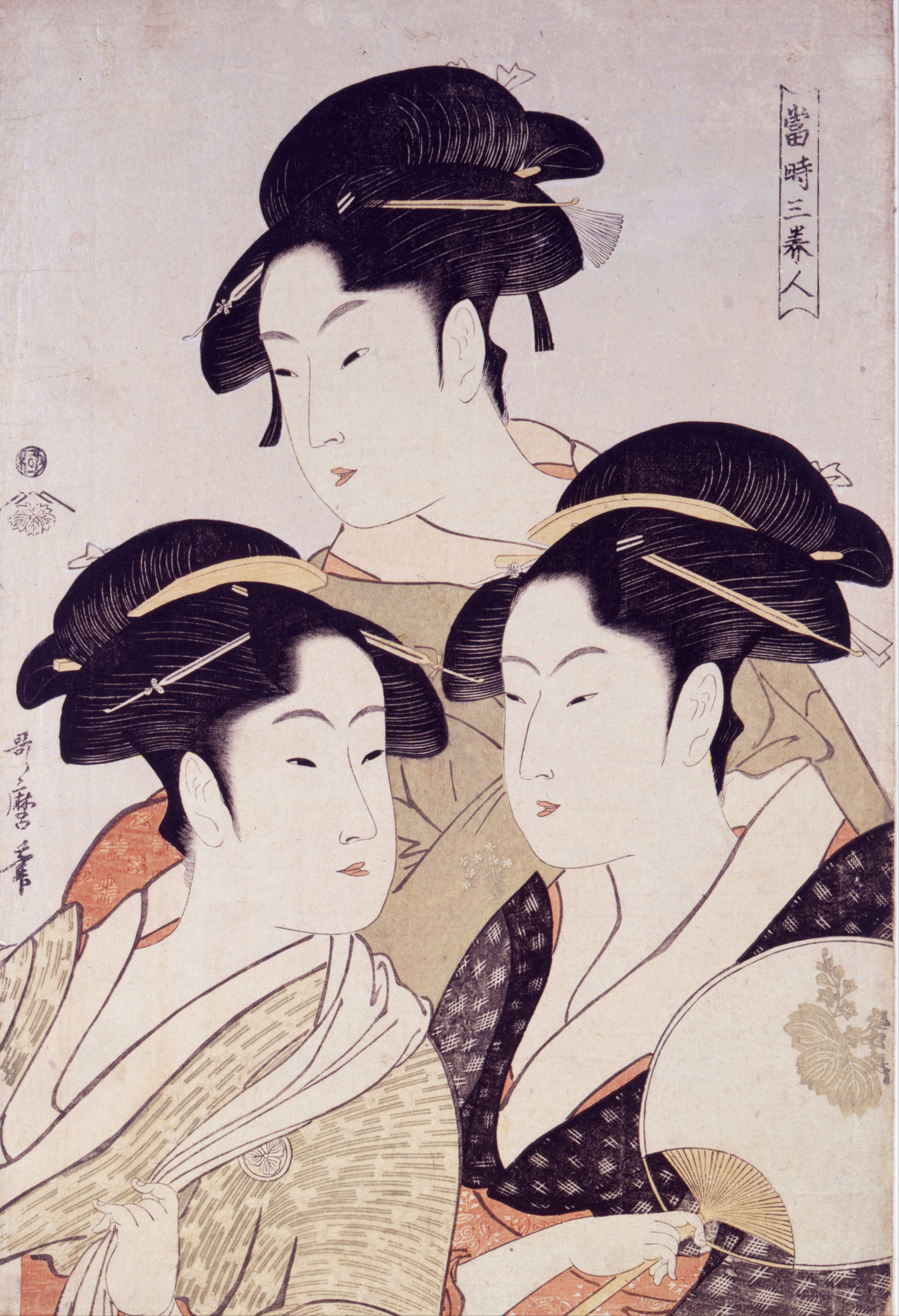
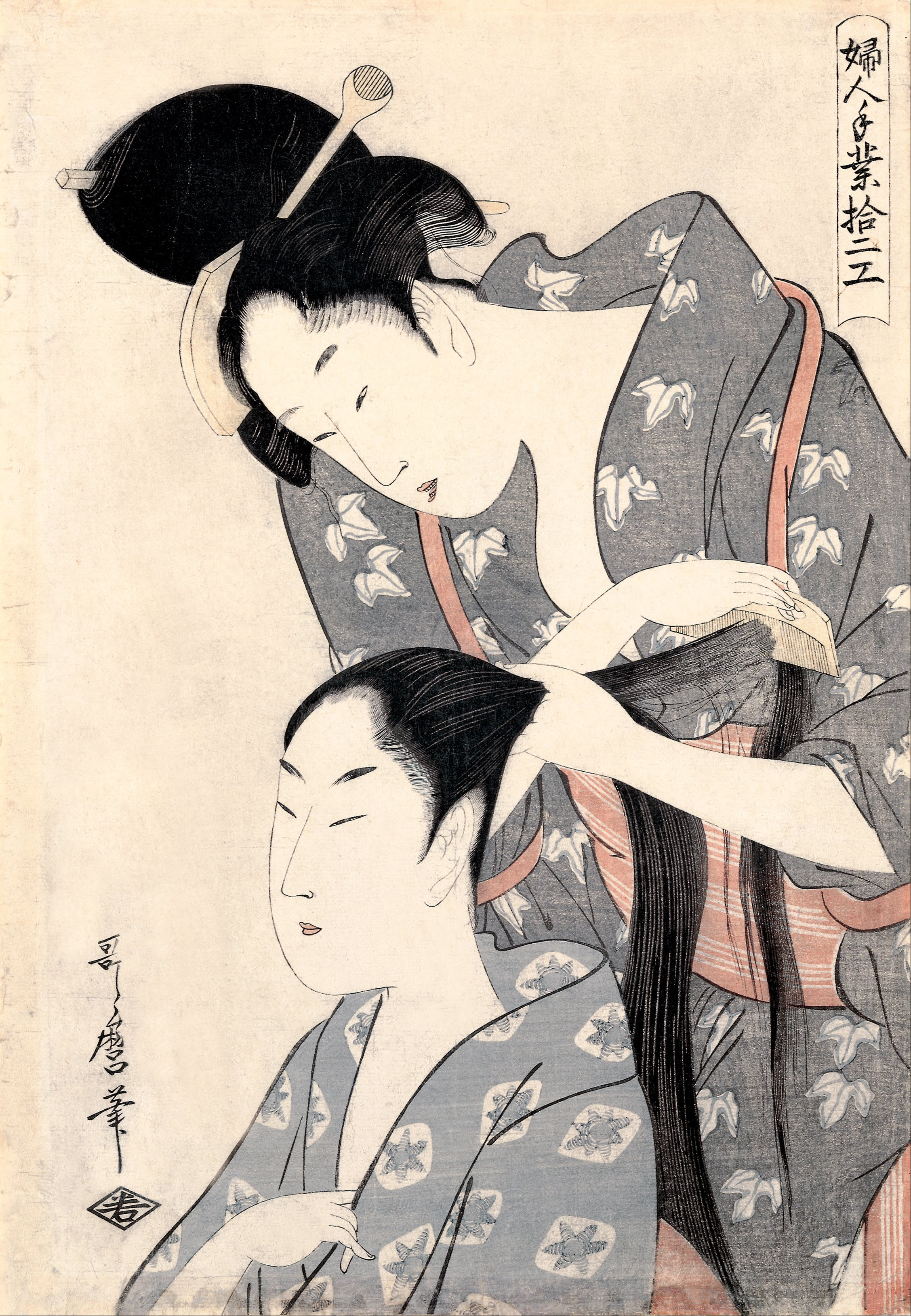
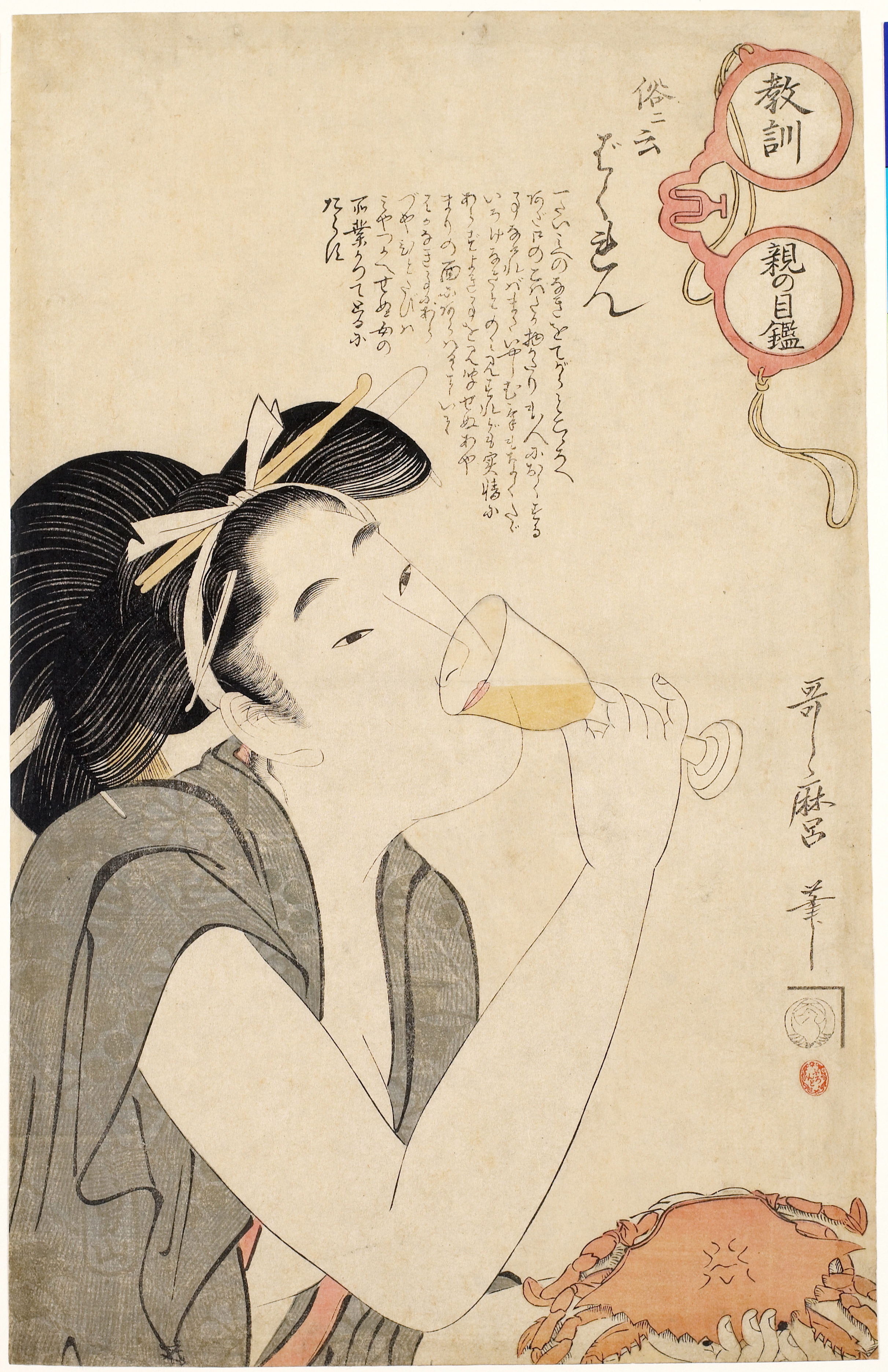
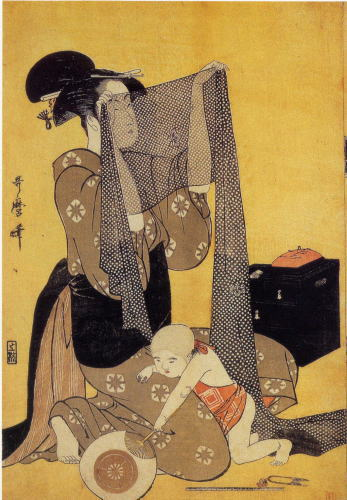
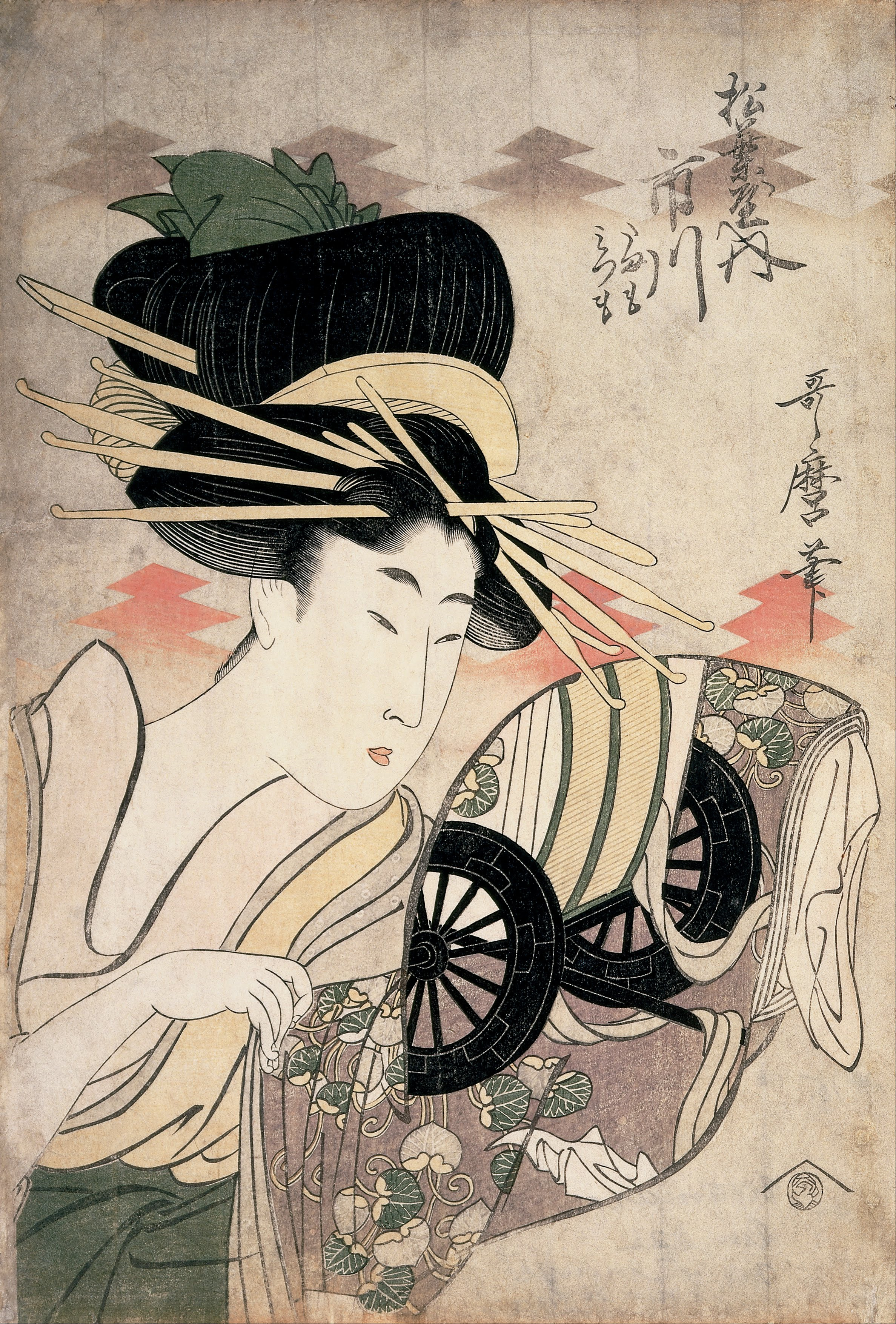
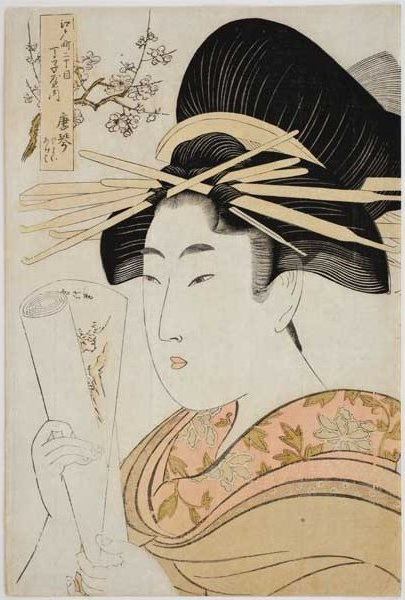